# عدد جسيمات
عدد الجسيمات في الكيمياء وديناميكا حرارية (بالإنجليزية: Number of particles) هي كمية فيزيائية ليست لها أبعاد (كمية لا بعدية) ويرمز لها بالرمز N ، وهي تعطي عدد الجسيمات في نظام. وعدد الجسيمات يزداد بتزايد كمية المادة. فإذا كان عدد الجسيمات يختص بنوع معين من مادة X مكونة من مخلوط فإننا نميز عدد جسيمات كل مادة في المخلوط بكتابة x بجوار عدد جسيماته على الصورة NX.
بالنسبة إلى الأنظمة العينية (الكبيرة التي تري بالعين] لا يمكن تعيين عدد جسيماته بطريقة مباشرة. ولهذا تستخدم في تلك الحالات «كمية المادة» والتي نعطيها عادة بالمول. ويساوي عدد الجسيمات N الموجودة في 1 مول من المادة لساوي عدد أفوجادرو NA.
وهو يبلغ بدقة كبيرة:

{\displaystyle N_{\rm {A}}=6{,}022\;141\;29\;(27)\cdot 10^{23}\ \mathrm {mol} ^{-1}}
ويمكننا بواسطتها تعيين عدد الجزيئات N وكذلك «كمية المادة» n والربط بينهما:
{\displaystyle N=n\cdot N_{\rm {A}}}

## الكمون الكيميائي
يعتبر عدد الجسيمات من الكميات الأساسية في الديناميكا الحرارية وهي تكون مرافقة للكمون الكيميائي. وعدد الجسيمات هو من الخواص الفيزيائية وهو عدد مطلق أو كمية لا بعدية، وهو أيضا كمية شمولية من وجهة الترموديناميكا، وتتناسب عدد الجسيمات مع حجم النظام الذي نقوم بدراسته، ولهذا فهو مهم بالنسبة للأنظمة المغلقة.
مثال: إذا كان في قطعة سكر 100 حبيبة، يكون في قطعتي سكر 200 حبيبة، وفي 3 قطع سكر 300 حبيبة.

## الجسيم
قد يكون الجسيم في الترموديناميكا ذرة أو جزيئا باعتبار أنه لا يمكن تقسيمه إلى أجزاء أصغر من وجهة توزيع الطاقة k·T على كل منها، حيث k هو ثابت بولتزمان و T درجة الحرارة. فعلى سبيل المثال، في نظام ترموديناميكي مكون من أسطوانة ذات مكبس وفيها بخار ماء، يكون عدد الجسيمات هو عدد جزيئات الماء في النظام.

## تلوث الهواء
في الترموديناميكا يكون عدد الجسيمات كمية لا بعدية. ولكن توجد حالة خاصة بالنسبة للمتعارف عليه بالنسبة إلى مقياس تلوث الهواء، فهو يسمى أحيانا أيضا «عدد الجسيمات» وهو يعبر عن تركيز حبيبات مادة معينة تشوب الهواء، ويستخدم في التعريف به الوحدة ميكروجرام/متر مكعب μg/m3 .

## اقرأ أيضا
- جهد كهركيميائي
- كمون دينامي حراري
- ديناميكا حرارية
- القانون الثاني للديناميكا الحرارية
- تفاعل كيميائي
- كمون كيميائي